# الوجهة النهائية سلالات الدم
الوجهة النهائية سلالات الدم (Final Destination Bloodlines) هو فيلم رعب أمريكي خارق للطبيعة صدر عام 2025، من إخراج زاك ليبوفسكي وآدم شتاين، وسيناريو جاي بوسيك ولوري إيفانز تايلور، استنادًا إلى قصة من تأليف جون واتس وبوسيك وإيفانز تايلور. يعد هذا الفيلم الجزء السادس في سلسلة أفلام فاينل ديستينيشن. تقوم كايتلين سانتا خوانا ببطولة الفيلم بدور طالبة جامعية من بلدية خيالية في نيويورك ترث رؤى عن نبوءة سابقة أنقذت حياة أشخاص من انهيار هيكلي مميت في عام 1969، وذلك من جدتها المحتضرة، حيث تتلقى تحذيرًا بأن "الموت" قادم لعائلتها. يظهر تيو بريونز، ريتشارد هارمون، أوين باتريك جوينر، آنا لور، بريك باسنجر، وتوني تود في أدوار مساعدة.
بعد النجاح التجاري لفيلم فاينل ديستينيشن 5 (2011)، دخل فيلم جديد مرحلة التطوير، ووُصف بأنه "إعادة تصور" للسلسلة. في مارس 2020، قال منتج السلسلة كريغ بيري إن الفيلم ستدور أحداثه "في عالم المستجيبين الأوائل"، وفي أكتوبر من العام نفسه، أكد مبتكر السلسلة جيفري ريديك أنه الفيلم السادس في السلسلة. في يناير 2022، خُطط لإصدار الفيلم على خدمة البث HBO Max، مع ليبوفسكي و شتاين كمخرجين وانضمام بوسيك إلى تايلور ككاتب مشارك للفيلم. في مارس 2024، أعلنت شركة وارنر براذرز بيكتشرز أن الفيلم سيحصل بدلاً من ذلك على إصدار سينمائي. جرى التصوير في فانكوفر من مارس إلى مايو 2024، بعد تأخيرات بسبب إضراب نقابة ممثلي الشاشة والفنانين الإذاعيين والتلفزيونيين (SAG-AFTRA).
صدر فيلم فاينل ديستينيشن: بلودلاينز في الولايات المتحدة بواسطة وارنر براذرز بيكتشرز في 16 مايو 2025. تلقى الفيلم مراجعات إيجابية بشكل عام من النقاد وحقق إيرادات بلغت 280.7 مليون دولار في جميع أنحاء العالم، ليصبح الجزء الأفضل تقييمًا والأعلى ربحًا في السلسلة، وثامن أعلى فيلم تحقيقًا للإيرادات في عام 2025.

## أحداث الفيلم
في عام 1969، في بلدة كلوفرديل بولاية نيويورك، وخلال حضورها افتتاح برج مطعم شاهق يُدعى "سكاي فيو" برفقة صديقها بول، تحصل **آيريس كامبل** على رؤية مسبقة بانهيار قاتل متسلسل للبرج يؤدي إلى مقتل الجميع. تحذر الحضور وتنقذهم، لكنها بذلك تخرّب خطة "الموت". فيبدأ الموت باستهداف الناجين حسب ترتيب موتهم الأصلي في الرؤية، وكذلك أحفادهم. بعد وفاة بول، تقوم آيريس بتوثيق سلوك الموت وتعيش في عزلة لحماية عائلتها من المصير نفسه.
في الحاضر، تعاني حفيدتها **ستيفاني رييس**، وهي طالبة جامعية، من كوابيس متكررة حول رؤية آيريس. وعند إدراكها أن الكوابيس مرتبطة بها، تعود إلى منزل العائلة بحثًا عن إجابات، حيث يستقبلها والدها مارتي وشقيقها الأصغر تشارلي. يزور الأشقاء عمهم هوارد، وعمّتهم بريندا، وأبناء عمومتهم إريك، جوليا، وبوبي. وعندما تسأل ستيفاني عن آيريس، يشرح هوارد كيف أن آيريس كانت شديدة الحماية والعزلة عليهم، مما أدى إلى أن السلطات سحبت الأطفال منها، وتسببت الصدمة في أن تتخلى دارلين (والدة ستيفاني) عن أسرتها لاحقًا. تساعد بريندا ستيفاني في العثور على رسائل من آيريس تقودها إلى كوخ محصن حيث تعيش آيريس، المصابة بالسرطان.
تخبر آيريس حفيدتها كيف منعت انهيار البرج، وما فعله الموت لاحقًا، وتُعطيها كتابًا وثّقت فيه كل شيء. ورغم أن ستيفاني تشكك في القصة وتحاول المغادرة، تتبعها آيريس خارج الكوخ وتعطيها الكتاب، ثم تسمح لنفسها بأن تُقتل بواسطة قطعة معدنية طائرة (ريشة دوّارة) لتُثبت صحة كلامها.
في جنازة آيريس، تعود دارلين، لكن ستيفاني تشعر بالاستياء منها لغيابها منذ الطفولة. تقرأ ستيفاني كتاب آيريس وتلاحظ إشارة إلى شخص يُدعى "JB"، الذي اكتشف طريقة لهزيمة الموت. أثناء شواء عائلي، تتسبب سلسلة من الأحداث بموت هوارد بواسطة جزازة عشب. وبعد جنازته، تحاول ستيفاني إقناع العائلة بأن الموت يتبع ترتيب الأعمار ويستهدف أحفاد آيريس حسب ترتيب الوفيات الأصلي، بدءًا من فرع هوارد، ثم فرع دارلين. لكنهم لا يصدقونها. لاحقًا، تشتعل النار في محل وشم يملكه إريك، لكنه ينجو بفضل ملابسه الجلدية. تحاول ستيفاني وتشارلي حماية إريك، لكنه لا يُقتل، بينما تُسحق جوليا بواسطة آلة ضغط القمامة. فتوضح بريندا أن إريك وُلد من علاقة غير شرعية، لذا لا ينتمي إلى سلالة آيريس.
تقترح دارلين زيارة "JB"، الذي يتضح أنه **ويليام بلودوورث**، وكان حاضرًا في "سكاي فيو" كطفل وآخر من مات في الرؤية. يكشف أنه بعد أن وجدته آيريس بعد وفاة والدته، عملا معًا لفهم قواعد الموت. ويشرح للعائلة أن هناك طريقتين لهزيمة الموت: إما بقتل شخص آخر، أو بالموت السريري والإنعاش، مستشهدًا بـ **كيمبرلي كورمان** كمثال ناجح. يغادر بلودوورث متوقعًا موته بعد انقراض سلالة آيريس، ويتمنى للعائلة التوفيق.
يقنع إريك بوبي بتنفيذ الطريقة الثانية، من خلال إعطائه وجبة تحتوي على مكسرات تسبّب له رد فعل تحسسي مميت ثم إنعاشه. لكن الخطة تفشل عندما تجذب آلة تصوير بالرنين المغناطيسي (MRI) معدنية في جسد إريك وتسحبه وتقتله. وبعد مقتله، تُقذف قطعة معدنية من آلة بيع لتخترق رأس بوبي.
تقرر ستيفاني، وتشارلي، ودارلين الهروب إلى كوخ آيريس للاختباء. لكنهم يصطدمون بالبوابة، ويعلق حزام ستيفاني. ينفجر الكوخ بسبب سلسلة تفاعلات، وتسقط المركبة في الماء، وتبدأ ستيفاني بالغرق. تنقذ دارلين تشارلي قبل أن تُقتل بواسطة عمود إنارة، ثم ينقذ تشارلي شقيقته ويُنعشها.
بعد أسبوع، يخبر والد رفيقة حفلة التخرج الخاصة بتشارلي الأشقاء بأن ستيفاني لم تكن ميتة سريريًا عندما أنعشها. وبعدها بلحظات، يخرج قطار محمل بالأخشاب عن مساره في الحي، فتسقط الأخشاب وتقتل ستيفاني وتشارلي.

## طاقم التمثيل
- كايتلين سانتا خوانا** بدور ستيفاني رييس، طالبة جامعية تطاردها كوابيس انهيار برج.
- تيو بريونيس** بدور تشارلي رييس، شقيق ستيفاني الأصغر وهو طالب في السنة النهائية بالمدرسة الثانوية.
- ريتشارد هارمون** بدور إريك كامبل، أحد أبناء عم ستيفاني الذي يعمل في صالون للوشم.
- أوين باتريك جوينر** بدور بوبي كامبل، أحد أبناء عم ستيفاني الذي يعاني من حساسية الفول السوداني.
- ريا كيلستيدت** بدور دارلين كامبل، والدة ستيفاني وتشارلي المنفصلة وابنة أيريس.
- آنا لور** بدور جوليا كامبل، إحدى بنات عم ستيفاني التي كانت صديقة لستيفاني سابقاً.
- غابرييل روز** بدور أيريس كامبل، جدة ستيفاني التي كانت لديها نوبة استبصار في عام 1969.
- بريك باسينجر** بدور أيريس الشابة.
- توني تود** بدور ويليام بلودورث.
- جايدن أونيا** بدور ويليام الشاب.
- تينبو لي** بدور مارتي رييس، والد ستيفاني وتشارلي.
- أبريل تيليك** بدور بريندا كامبل، عمة ستيفاني.
- أليكس زاهارا** بدور هوارد كامبل، عم ستيفاني وابن أيريس.
- ماكس لويد-جونز** بدور بول كامبل، زوج أيريس.
- بريانا لويلين** بدور فال، زميلة ستيفاني في السكن الجامعي.

## روابط خارجية
- الوجهة النهائية سلالات الدم على موقع IMDb (الإنجليزية)
- الوجهة النهائية سلالات الدم على موقع ميتاكريتيك (الإنجليزية)
- الوجهة النهائية سلالات الدم على موقع روتن توميتوز (الإنجليزية)
- الوجهة النهائية سلالات الدم على موقع ألو سيني (الفرنسية)
- الوجهة النهائية سلالات الدم على موقع فيلمافينيتي (الإسبانية)
- الوجهة النهائية سلالات الدم على موقع قاعدة بيانات الأفلام السويدية (السويدية)
- الوجهة النهائية سلالات الدم على موقع قاعدة بيانات الفيلم (الإنجليزية)
- الوجهة النهائية سلالات الدم على موقع ليتربوكسد (الإنجليزية)
- الوجهة النهائية سلالات الدم على موقع كينوبويسك (الروسية)